# Psechrus sinensis
Psechrus sinensis är en spindelart som beskrevs av Lucien Berland 1914. Psechrus sinensis ingår i släktet Psechrus och familjen Psechridae. Inga underarter finns listade i Catalogue of Life.